# Keith Mumphery
Keith Mumphery (Vienna, 5 giugno 1992) è un giocatore di football americano statunitense che milita nel ruolo di wide receiver per i Memphis Showboats della USFL.

## Biografia

### Houston Texans
Dopo avere giocato al college a football a Michigan State, Mumphery fu scelto nel corso del quinto giro (175º assoluto) del Draft NFL 2015 dagli Houston Texans. Debuttò come professionista nella gara del primo turno contro i Kansas City Chiefs in cui ricevette 2 passaggi per 23 yard. Nella settimana 5 partì per la prima volta come titolare nella gara contro gli Indianapolis Colts. Nella sua stagione da rookie giocò anche come kick returner accumulando 540 yard in quella categoria, mentre in attacco fece registrare 14 ricezioni per 129 yard disputando tutte le 16 partite, di cui 3 come titolare.

## Statistiche
| Partite totali         | 16  |
| Partite da titolare    | 3   |
| Ricezioni              | 14  |
| Yard ricevute          | 129 |
| Touchdown su ricezione | 0   |

Statistiche aggiornate alla stagione 2015